# متحف ريتبرغ

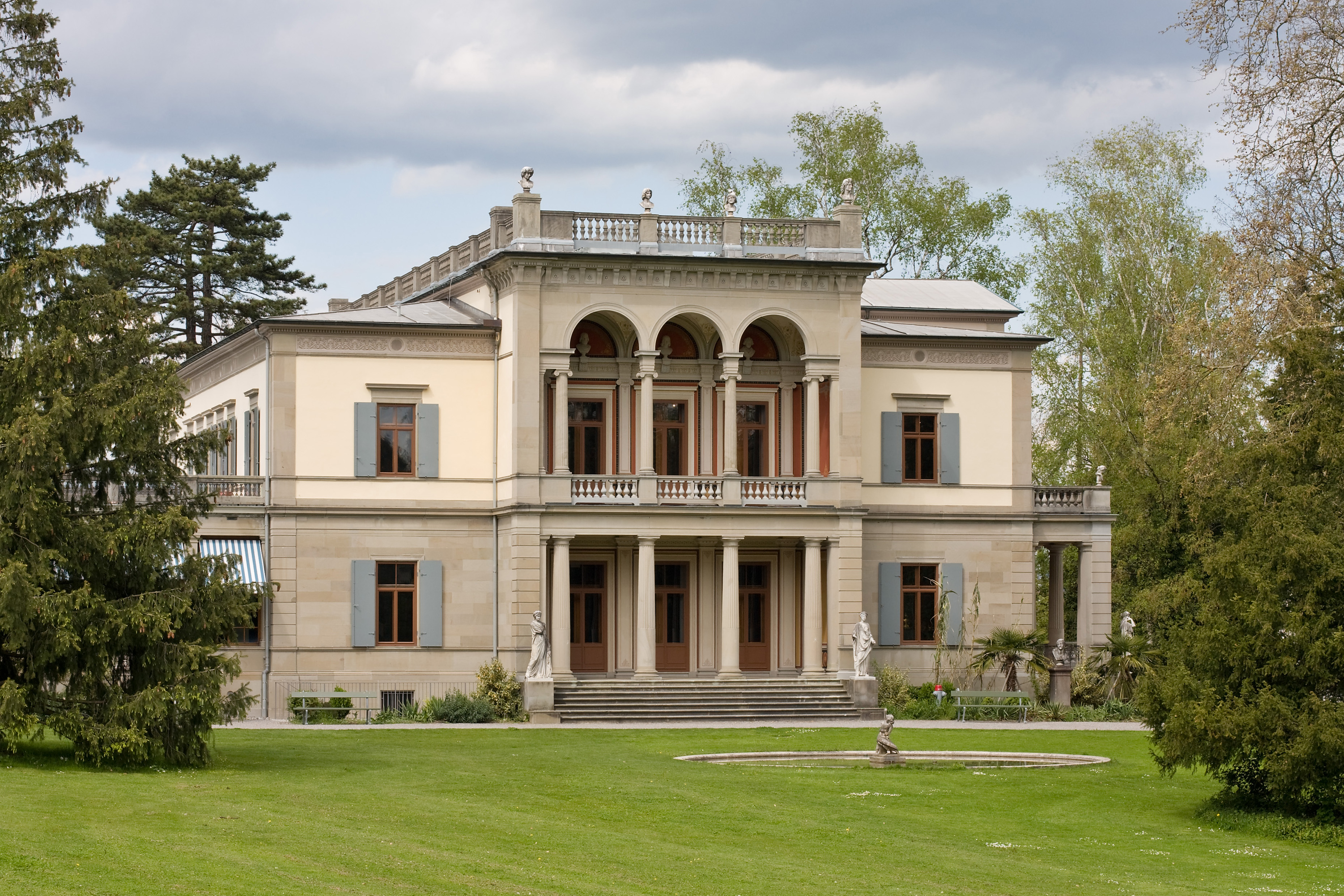
متحف ريتبرغ

متحف ريتبرغ (بالإنجليزية: Rietberg Museum)‏، هو متحف في زيوريخ بسويسرا، يعرض فنون آسيوية وأفريقية وأمريكية وأوقيانوسيا. وهو متحف الفن الوحيد للثقافات غير الأوروبية في سويسرا، وهو ثالث أكبر متحف في زيوريخ، وأكبر متحف تديره المدينة نفسها. في عام 2007 استقبل ما يقارب من 157000 زائر. تأسس المتحف في 1952.

## معرض الصور

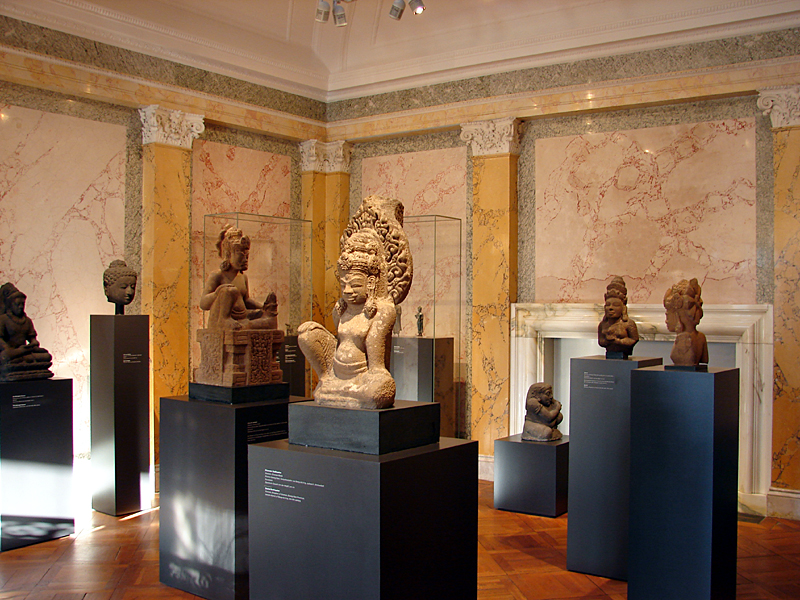
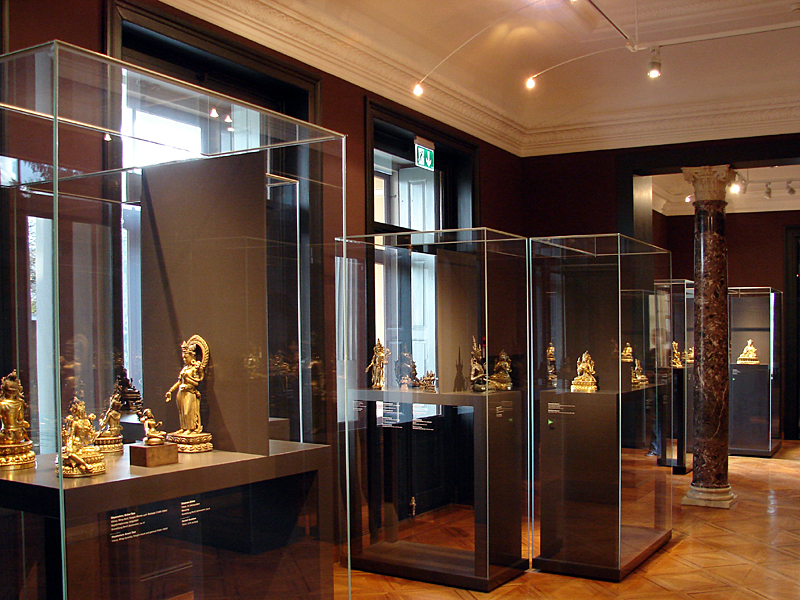
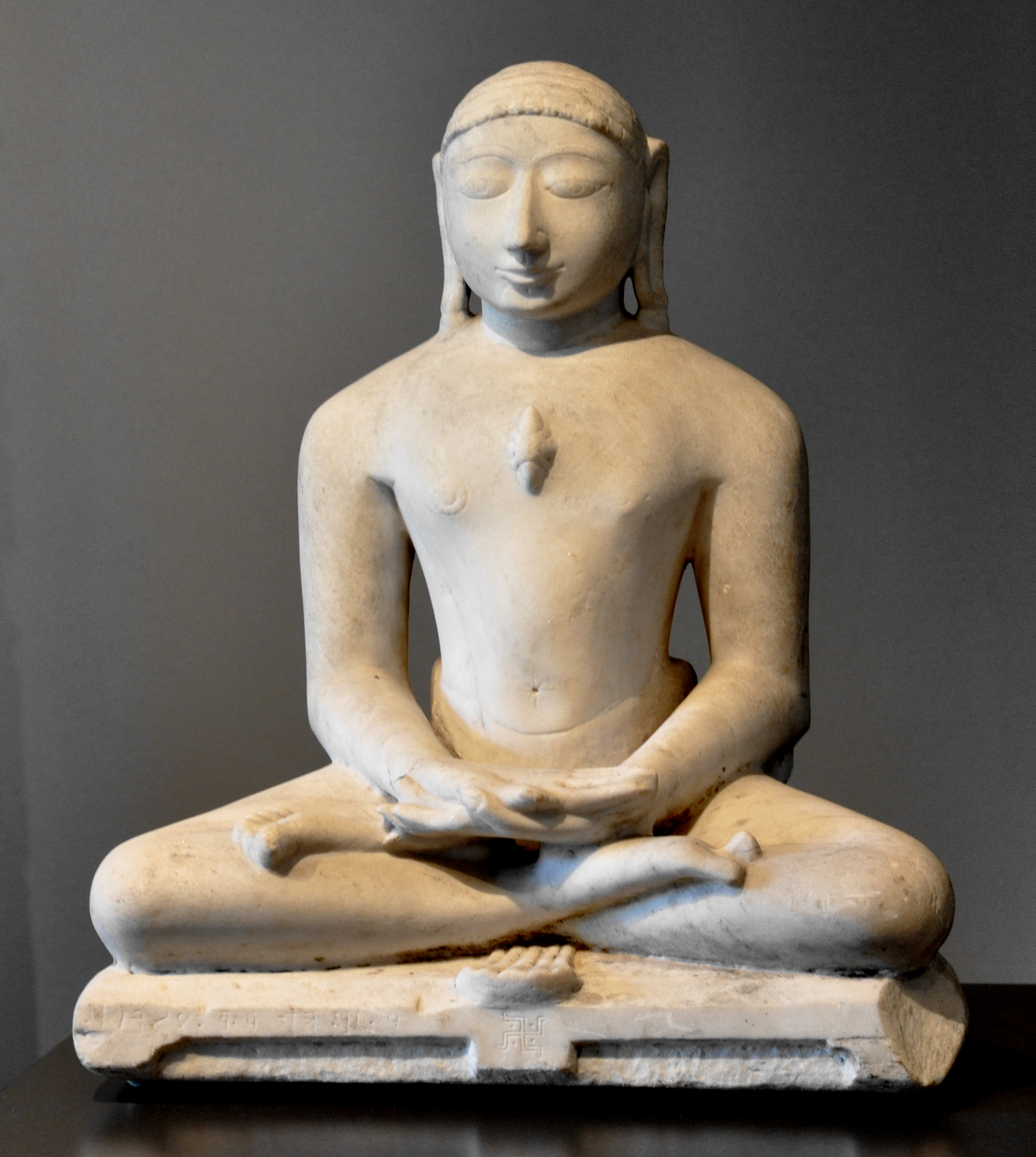
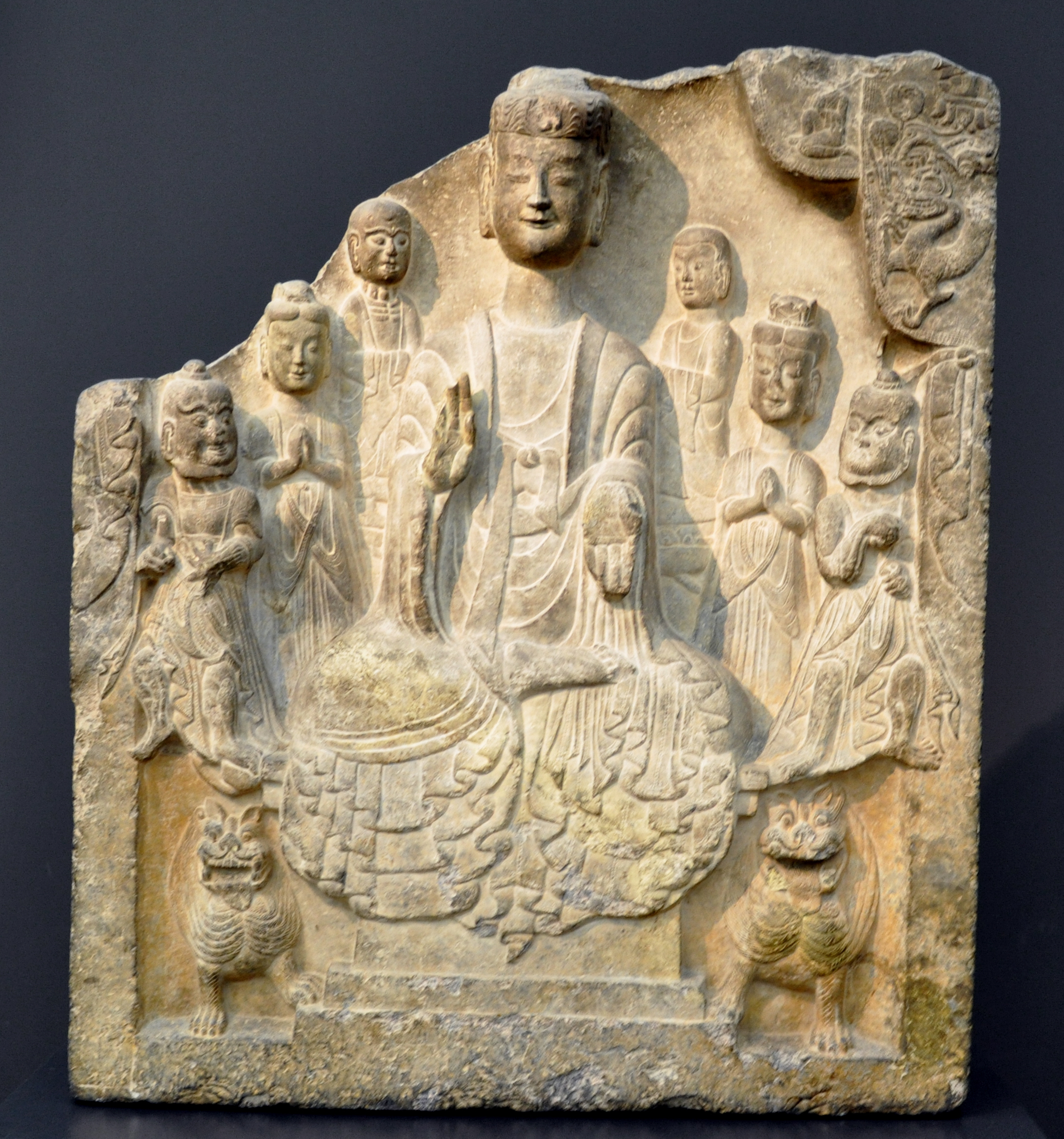
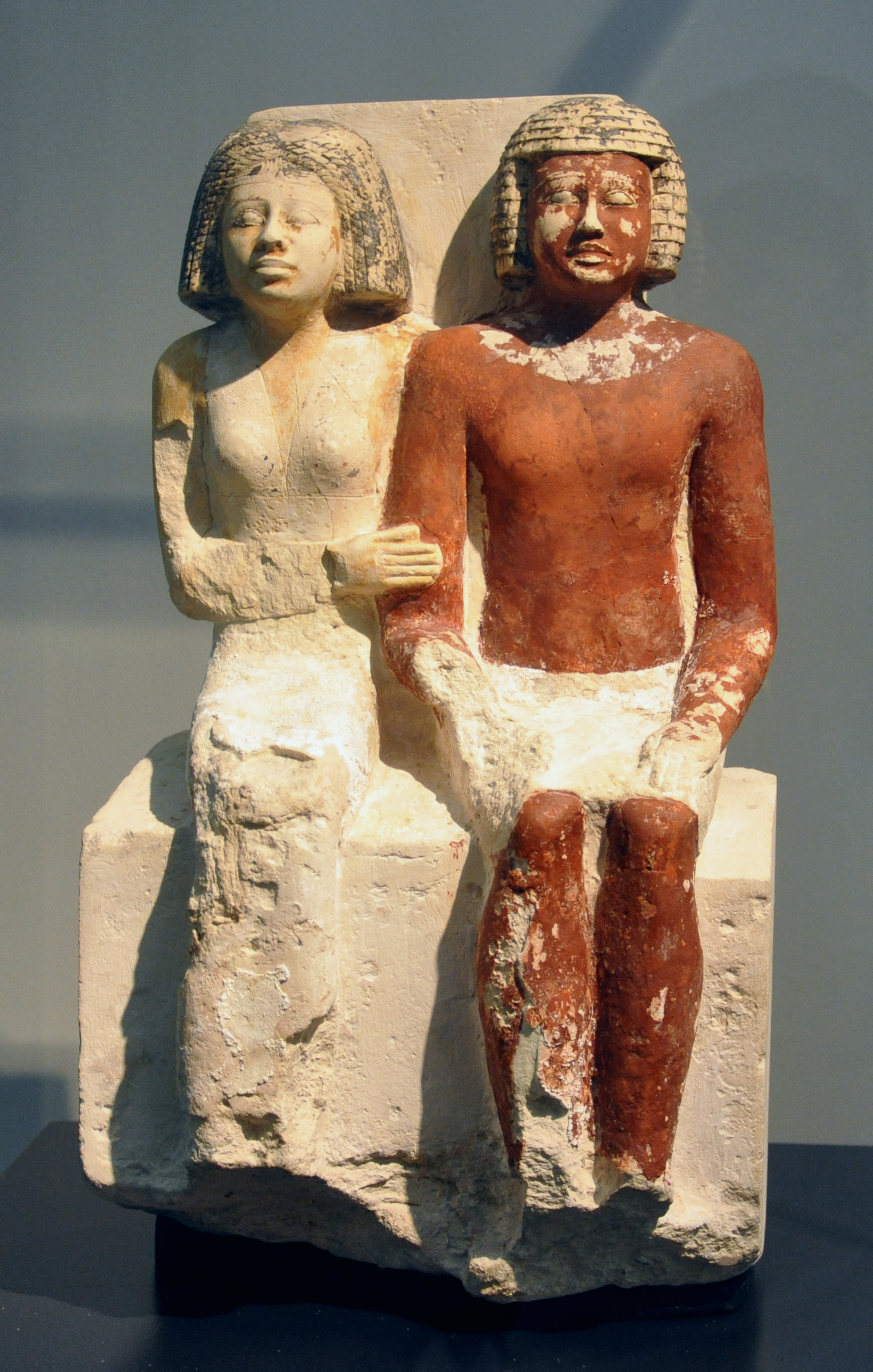
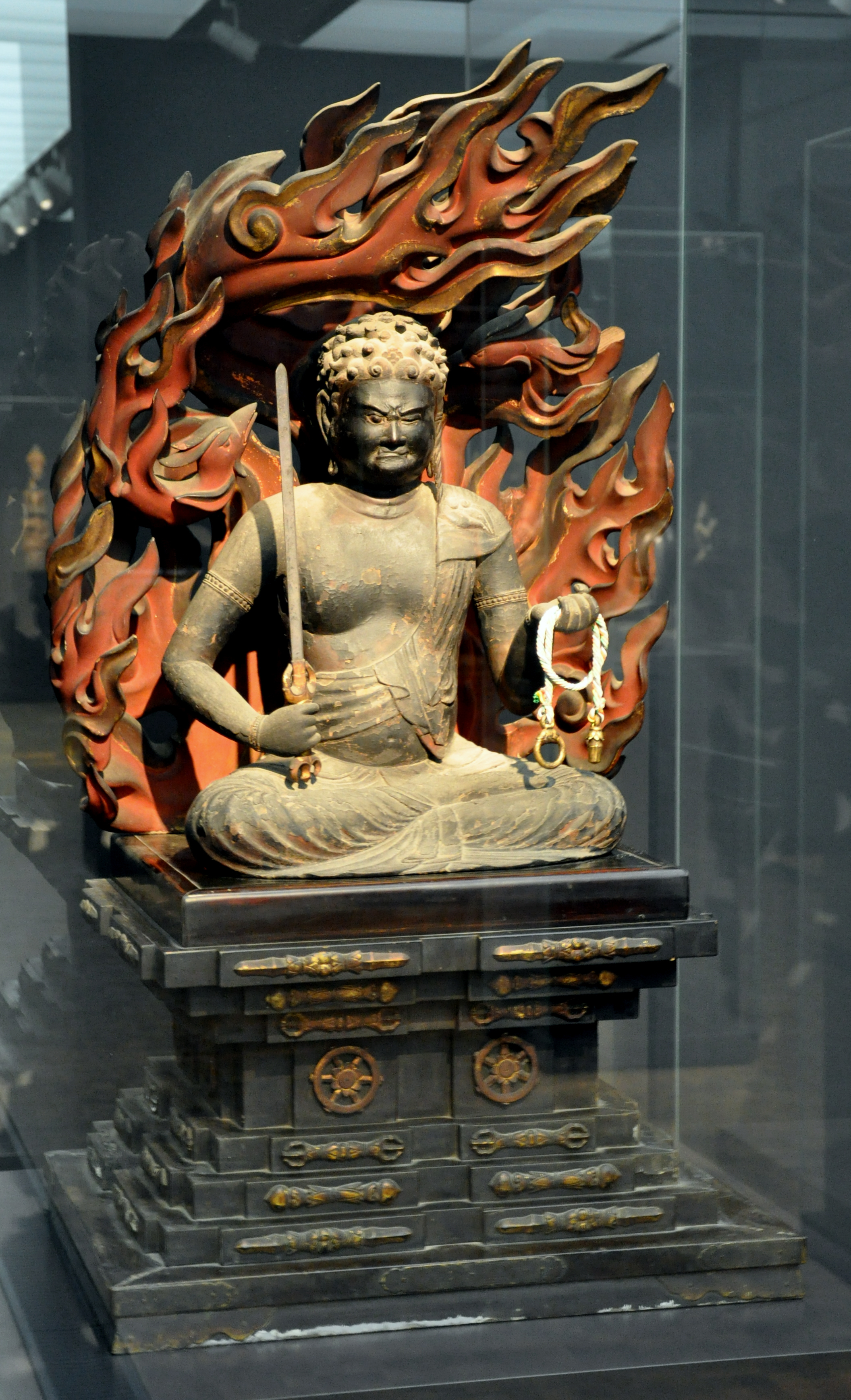
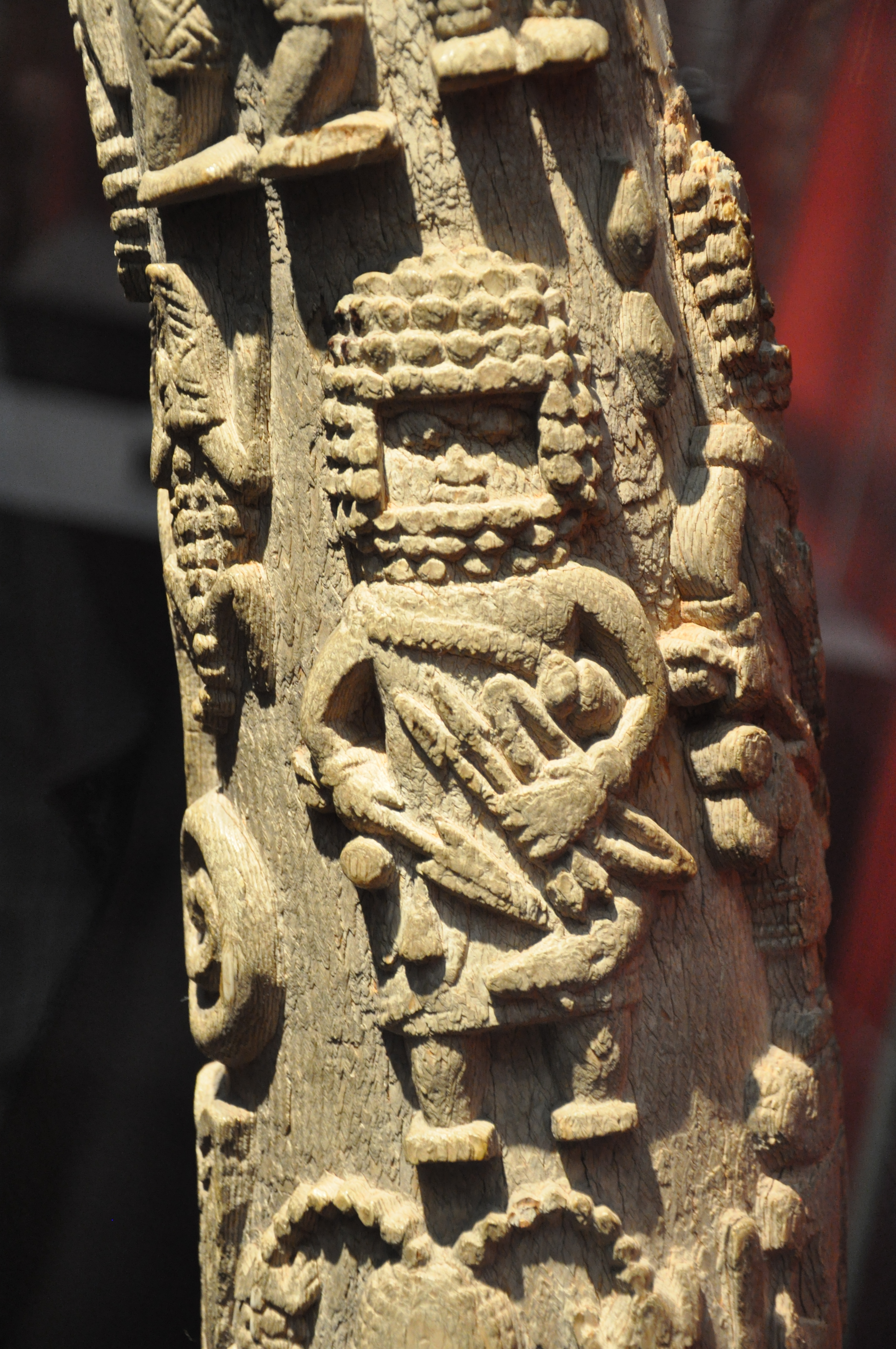